# Educación mediática
La educación mediática es el modo de enseñar y aprender sobre los medios de comunicación. No hay que confundir la educación mediática con la tecnología educativa o con los medios de comunicación educativos. Las encuestas han mostrado varias veces que en los países más industrializados, los niños pasan más tiempo delante de la televisión que en la escuela o también en cualquier otra actividad excepto la de dormir La educación mediática no tiene una posición fija, una ideología clara o destinarios definidos; está sometida a los caprichos de un mercado financiero más grande que el mismo. Ser capaz de entender los medios de comunicación permite a las personas analizar, evaluar, y crear mensajes de una amplia variedad de medios, géneros y formas.
La educación mediática utiliza a menudo un modelo pedagógico basado sobre las investigaciones, lo que anima a la gente a hacer preguntas sobre lo que ven, escuchan y leen. La educación mediática provee herramientas para ayudar a las personas a analizar mensajes de manera crítica, ofrece oportunidades a los aprendices para expandir sus experiencias con los medios de comunicación y les ayuda a desarrollar sus capacidades creativas creando sus propios mensajes mediáticos. Los análisis críticos pueden incluir identificar el autor, el propósito y el punto de vista, examinar las técnicas y los géneros de construcción, examinar el modelo de la representación mediática, y detectar la propaganda, la censura, y la tendencia de los programas de noticias o de los asuntos públicos (y las razones de aquella). La educación de la alfabetización mediática puede descubrir como las características estructurales – tales como la propiedad mediática o su modelo de financiamiento.
Los expertos en medios de comunicación deberían ser capaces de crear y producir mensajes mediáticos hábilmente, ambos para mostrar el conocimiento de las cualidades específicas de cada medio, y también para crear medios de comunicación independientes y participar como ciudadanos activos. La educación mediática contribuye a tener una conceptualización más amplia de la alfabetización, de la cultura popular, de la manera de tratar los medios de comunicación masivos de los cuales los medios digitales como “textos” que necesitan un análisis y una evaluación. Al transformar el proceso de consumo mediático en un proceso activo y crítico, las personas están más prevenidas de una posible tergiversación o manipulación (especialmente a través de publicidades y técnicas de relaciones públicas), y entender el papel de los medios de comunicación de masa en la construcción de opiniones.
La educación mediática está a veces vista como una manera de dirigirse a las dimensiones negativas de los medios de comunicación de masas, de la cultura popular y los medios de comunicación digitales, tales como la violencia mediática, estereotipos de género y raciales, la sexualización de los niños, la pérdida de privacidad y los depredadores de Internet. El conocimiento de los medios de comunicación da a los niños y a los jóvenes una protección ayudándoles a tomar las buenas decisiones en cuanto a sus costumbres de consumo mediático.
Es importante mencionar que el acceso y uso de medios de comunicación digitales no asegura el desarrollo de la educación mediática, existen disparidades como la brecha digital entre generaciones y género.

## Conceptos de la educación mediática
La educación mediática requiere el uso de "datagogies" ya que se aplica a muchas fuentes de instrucción y puede transformarse de muchas formas. En general, la educación mediática se define en términos de la comprensión conceptual de los medios de comunicación. Normalmente, esto hace referencia a los conceptos o aspectos clave. Esta aproximación no especifica los objetos de estudio concretos y permite que los medios de comunicación permanezcan receptivos a los intereses y al entusiasmo de los estudiantes. David Bukingham ha creado cuatro conceptos clave que proporcionan un marco teórico que se puede aplicar a todo el campo de los medios de comunicación contemporáneos así como a los más antiguos: Producción, Idiomas, Representación y Audiencia. La definición de estos conceptos según David Buckingham es la siguiente:

### Producción
La producción incluye el reconocimiento de que los textos mediáticos se elaboran conscientemente. Algunos los crean individuos de forma autónoma, individualmente o con la ayuda de sus familias o amigos, pero la mayoría los producen y distribuyen grupos con el fin de obtener un beneficio comercial. Esto significa reconocer los intereses económicos que están en juego en la producción de los medios de comunicación, y las diferentes formas en las que se generan beneficios. Los estudiantes más seguros de sí mismos en la educación mediática deberían ser capaces de debatir las implicaciones de estos desarrollos en términos de identidad nacional y cultural, y según la variedad de grupos sociales que pueden acceder a los medios de comunicación.
El estudio de la producción mediática significa fijarse en:
- Tecnologías: ¿Qué tecnologías se utilizan para producir y distribuir los textos mediáticos?
- Prácticas profesionales: ¿Quién crea los textos mediáticos?
- La industria: ¿Quién controla las compañías que compran y venden los medios, y cómo sacan beneficios?
- Conexiones entre los medios: ¿Cómo venden las compañías los mismos productos a través de diferentes medios de comunicación?
- Regulación: ¿Quién controla la producción y distribución de los medios de comunicación, y hay leyes sobre estas?
- Circulación y distribución: ¿Cómo consiguen los textos su audiencia?
- Acceso y participación: ¿De quién son las voces que se escuchan en los medios y cuales se excluyen?[1]

### Lenguaje
Cada medio tiene su propia combinación de lenguajes que utiliza con una intención. Por ejemplo, la televisión utiliza tanto el lenguaje verbal y escrito como las imágenes en movimiento y el sonido. Se utilizan variedades musicales o ángulos de cámara particulares para estimular ciertas emociones. Cuando se trata del lenguaje verbal, la realización de declaraciones significativas implica "elecciones paradigmáticas" y "combinaciones sintagmáticas". Si se analiza este tipo de lenguajes, se puede lograr un mayor conocimiento sobre cómo se crean los significados.
El estudio del lenguaje de los medios de comunicación implica fijarse en:
- Significados: ¿Cómo utilizan los medios de comunicación diferentes formas de lenguaje para expresar ideas o significados?
- Convenciones: ¿Cómo nos familiarizamos con estos usos del lenguaje y se aceptan generalmente?
- Códigos: ¿Cómo se establecen las "reglas" gramaticales de los medios de comunicación y qué ocurre cuando se rompen?
- Géneros: ¿Cómo operan estas convenciones y códigos en diferentes tipos de contextos mediáticos?
- Elecciones: ¿Cuales son los efectos de la elección de tales formas de lenguaje, como por ejemplo cierto modo de disparo de cámara?
- Combinaciones: ¿Cómo se expresa un significado mediante la combinación de secuencias de imágenes, sonidos o palabras?
- Tecnologías: ¿Cómo afectan las tecnologías a los significados que se pueden crear?[1]

### Representación
La idea de "representación" es uno de los primeros principios establecidos de la educación mediática.
Los medios ofrecen a los espectadores una perspectiva facilitada del mundo y una representación de la realidad. La producción mediática supone una selección y combinación de acontecimientos, la transformación de los sucesos en historias y la creación de personajes. Las representaciones mediáticas permiten a la audiencia ver el mundo de un modo particular y no de otro. El público también compara los medios con sus propias experiencias y juzgan lo realistas que son. Estas representaciones pueden parecer realistas en algunos casos, pero no en otros: los espectadores pueden entender que lo que ven solo es imaginario e incluso saben todavía que puede explicar la realidad.
El estudio de las representaciones mediáticas implica fijarse en:
- Realismo: ¿Este texto trata de ser realista? ¿Por qué algunos textos parecen más realistas que otros?
- Decir la verdad: ¿Cómo declaran los medios para decir la verdad sobre el mundo?
- Presencia y carencia: ¿Qué se incluye y excluye del mundo mediático?
- Tendencia y objetividad: ¿Respaldan los textos mediáticos opiniones particulares sobre el mundo? ¿Utilizan valores morales o políticos?
- Estereotipos: ¿Cómo representan los medios a grupos sociales particulares? ¿Son precisas estas representaciones?
- Interpretaciones: ¿Por qué la audiencia acepta algunas representaciones como verdaderas o rechaza otras por falsas?
- Influencias: ¿Influyen las representaciones en nuestra opinión sobre grupos sociales o asuntos particulares?[1]

### Audiencia
El estudio de las audiencias significa examinar como las audiencias demográficas se dirigen y se miden, además de como los medios de comunicación circulan y se distribuyen de cabo a rabo. Se refiere así, a la observación de las diferentes maneras mediante las cuales los individuos usan, interpretan y responden a los medios de comunicación. Estos, cada vez han tenido que competir por la atención de la gente y sus intereses, ya que el análisis ha mostrado que la audiencia es actualmente mucho más sofisticada y diversa frente a lo que indica el pasado. Por lo tanto, la opinión de debate sobre la audiencia, el intento de comprender y reflexionar sobre nuestra valoración y otros usos de los medios, son elementos cruciales en la educación de los medios.
El estudio de las audiencias se refiere a:
- Objetivos: ¿Cómo los medios dirigen a los espectadores en particular?
- Destino: ¿Cómo hablan los medios a los espectadores?
- Divulgación: ¿Cómo buscan los medios audiencia?
- Usos: ¿Qué ofrecen los medios a los espectadores en su día a día? ¿Cuáles son los hábitos y las pautas de aportación?
- Dar sentido: ¿Cómo interpreta la audiencia a los medios? ¿Qué finalidad tiene lo que hacen?
- Diversión: ¿Qué entretenimientos aportan los medios al público?
- Diferencias sociales: ¿Cuál es el papel que aporta cada sexo, clase social, edad, y origen étnico a la conducta de los espectadores?[1]

La digitalización y la expansión de las tecnologías de la información y la comunicación a principios del siglo XXI han modificado sustancialmente los medios y su relación con los usuarios, lo que lógicamente modifica los principios básicos de la educación mediática. No se trata ya tanto de educar receptores críticos como de capacitar a la ciudadanía como prosumers responsables en entornos virtuales e híbridos. La educación mediática incorpora en la actualidad fenómenos como las redes sociales, comunidades virtuales, big data, inteligencia artificial, cibervigilancia, etc. así como capacitar al individuo para el uso crítico de dispositivos móviles de todo tipo.

## La UNESCO y la educación para los medios
La UNESCO ha tenido una larga experiencia con la alfabetización y educación mediática. La organización ha respaldado varias iniciativas para introducir medios y materia de información como una parte importante del aprendizaje permanente. Últimamente, el Movimiento para la Educación de los Medios y la Alfabetización de la UNESCO reúne a expertos de numerosas regiones del mundo para "catalizar el proceso de introducción de medios y materia de información que se encuentran en los planes de formación de los docentes de todo el mundo."

### Cuestionario de la UNESCO
En 2001, una encuesta sobre la educación mediática fue enviada por la UNESCO para entender mejor qué países incorporaban estudios mediáticos en los programas de las diferentes escuelas, así como ayudar a desarrollar nuevas iniciativas en el campo de la educación mediática. Un cuestionario fue enviado a un total de 72 expertos en educación mediática en 52 países diferentes de todo el mundo. La gente que recibió este cuestionario era gente implicada en académico (tal como profesores), los responsables políticos, y los consejeros educativos. El cuestionario dirigió tres ámbitos fundamentales:
1. “Educación mediática en escuelas: el grado, los objetivos, y la base conceptual de la disposición actual; la naturaleza de la evaluación; y el papel de la producción por los estudiantes.”[9]
2. “Sociedades: la implicación de medias industrias y de medios reguladores en la educación mediática; el papel de grupos juveniles informales; la disposición de la educación del profesor.”[8]
3. “El desarrollo de la educación mediática: investigación y evaluación de la provisión de la educación mediática; las necesidades principales de educadores; obstáculos al desarrollo futuro; y la contribución potencial de la UNESCO.”[8]

Los resultados de las respuestas de la encuesta eran de doble cara. Fue observado que la educación mediática había estado haciendo un progreso muy desigual porque mientras que en un país había una cantidad de trabajo abundante hacia la medios educación, otro país pudo apenas incluso haber oído hablar del concepto. Una de las razones principales por las que la medios educación no ha tomado el pleno auge en algunos países está debido a la falta de responsables políticos que abordan el problema. En algunos países en vías de desarrollo, los educadores dicen que la medios educación acaba de comenzar solamente a registrarse como preocupación porque acaban de comenzar a desarrollar la instrucción básica de la impresión.
En los países en que existía la educación en medios en absoluto, que se ofrece como una clase electiva o un área opcional del sistema escolar en lugar de ser por sí sola. Muchos países sostuvieron que la medios educación no debe ser una parte separada del plan de estudios pero se deben añadir bastante a un tema establecido ya. Los países que juzgaban la medios educación como parte del plan de estudios incluyeron los Estados Unidos, Canadá, México, Nueva Zelanda, y Australia. Muchos países carecían incluso sólo la investigación básica sobre la educación en medios como tema, entre ellos Rusia y Suecia. Algunos dijeron que la cultura popular no es lo suficientemente digna de estudio. Sin embargo, todos los corresponsales se dieron cuenta de la importancia de la educación para los medios, así como la importancia del reconocimiento formal por parte de su gobierno y de los responsables políticos de que la educación en medios debe ser enseñado en las escuelas.

## Historia
La alfabetización mediática o educomunicación está activamente enfocada a los métodos instructivos y pedagógicos de la educomunicación, la integración de marcos teóricos y críticos surgen de la teoría del aprendizaje constructivista, estudios mediáticos y becas de estudio culturales. Este trabajo surge de un legado del uso de la comunicación y la tecnología en el trabajo escolar en los estudios mediáticos y la educación a lo largo del siglo XX y la aparición del trabajo interdisciplinario en las interacciones del trabajo académico en los estudios de los medios de comunicación y en la educación. Voices of Media Literacy («Voces de la alfabetización mediática») es un proyecto del Center for Media Literacy que presenta entrevistas en primera persona con pioneros de la alfabetización mediática activos antes de 1990 en los países de habla inglesa, proporciona un contexto histórico para el crecimiento del campo de la alfabetización mediática. La educación mediática se está desarrollando en Gran Bretaña, Australia, Sudáfrica, Canadá y Estados Unidos con un creciente interés en los Países Bajos, Italia, Grecia, Austria, Suiza, India, Rusia entre muchas otras naciones. La UNESCO ha jugado un papel importante en el soporte de la alfabetización mediática e informativa fomentando el desarrollo de políticas nacionales de información y de la educación mediática. En la educación en particular, la UNESCO ha desarrollado recursos de captación para ayudar a los profesores a integrar la información y la educación mediática en sus enseñanzas y proporcionarles métodos pedagógicos apropiados y programas de estudio.

### Reino Unido
La educación para la llamada alfabetización mediática se ha desarrollado en Reino Unido desde la década de 1930. En los 60, hubo un cambio de paradigma en el campo de la educación mediática para enfatizar el trabajo con la cultura popular más que intentar de convencer a la gente de que la cultura popular era sobre todo destructiva. Esto se conoce como el paradigma de las artes. En la década de 1970, surgió un reconocimiento de que el poder ideológico de los medias estaba ligado a la naturalización de la imagen. Los mensajes constructivos pasaban de largo como si fueran naturales. El centro de la alfabetización mediática pasó ser el consumo de imágenes y representaciones, también conocido como el paradigma representativo. El desarrollo ha marcado el paso desde 1970 cuando los primeros cursos formales, primero en Estudios de cine y más tarde en Estudios Mediáticos, fueron ofertados como optativas para gente joven entre 14 y 19 años de edad: alrededor de 100.000 estudiantes (más o menos el 5% de este rango de edad) cursan estas optativas anualmente. Escocia siempre ha tenido un sistema educativo diferente del resto de Reino Unido y empezó a desarrollar la política para la educación en los medios en la década de 1980. En Inglaterra, la creación del Currículo Nacional en 1990 incluyó algunas condiciones limitadas para la enseñanza de los medios como parte del inglés. El Reino Unido es ampliamente reconocido como el líder en el desarrollo de la educación en los medios. Entre las agencias clave que se han participado en este desarrollo se incluyen el Instituto de cine Británico, el English and Media Centre Film Education y el Centre for the Study of Children, Youth and Media at the Institute of Education, Londres.

### Australia
En Australia, la educación sobre los medios de comunicación estaba influenciada por los progresos en Gran Bretaña relacionados con las vacunas, las artes populares y las aproximaciones desmitificadas. Los principales teóricos que influenciaron en la educación australiana sobre los medios de comunicación fueron Graeme Turner y John Hartley, los cuales ayudaron al desarrollo de los medios australianos y a los estudios culturales. Durante los años 80 y 90, los australianos occidentales Robyn Quin y Barrie MacMahon escribieron libros de texto trascendentales tales como “Real Images”, que explican muchas teorías complejas sobre los medios en marcos de aprendizaje apropiados para el aula. En muchos estados australianos, los medios de comunicación son una de las cinco áreas de la zona clave del aprendizaje de arte e incluyen “aprendizajes esenciales” o “resultados” que figuran en diversas etapas del desarrollo. En los niveles superiores (11 y 12 años), diversos estados ofrecen Ciencias de la Información como un curso optativo. Por ejemplo, muchas escuelas Queensland ofrecen Cine, Televisión y Nuevos Medios, mientras que las escuelas Victoria ofrecen VCE Media. La educación sobre los medios de comunicación es apoyada por la asociación de profesores profesionales Australian Teachers of Media, la cual publica una variedad de recursos y una excelente educación sobre la pantalla.

### África
En Sudáfrica, la creciente demanda de educación sobre los medios de comunicación ha evolucionado desde el desmantelamiento del apartheid y las elecciones democráticas de 1994. La primera conferencia nacional de la educación sobre los medios de comunicación en Sudáfrica se llevó a cabo en 1990 y el nuevo plan de estudios nacional ha estado en las etapas de la escritura desde 1997. Desde que este plan de estudios se esfuerza por reflejar los valores y los principios de una sociedad democrática, parece que hay una oportunidad para una crucial alfabetización y una educación sobre los medios de comunicación en cursos de Lenguas y Cultura.

### Europa
En áreas de Europa, la educación en los medios de comunicación ha visto muchas formas diferentes. La educación en los medios de comunicación fue introducida en el plan de estudios finlandés en 1970 y en los institutos en 1977. Pero la educación en los medios de comunicación que conocemos hoy en día no evolucionó en Finlandia hasta los años 90. La educación en los medios de comunicación es obligatoria en Suecia desde 1980 y en Dinamarca desde 1970. En ambos países, la educación en los medios de comunicación se desarrolló en los años 80 y 90, ya que esta se alejó gradualmente de las actitudes moralizadoras hacia un enfoque más minucioso y centrado en los alumnos. En 1994, el proyecto de ley de educación de Dinamarca dio un reconocimiento a la educación en los medios, pero aún no es un parte integrada de la escuela. El foco en Dinamarca parece estar en la tecnología de la información.
En los Países Bajos, la alfabetización mediática fue puesto en el orden del día en 2006 por el gobierno como un tema importante para la sociedad. En abril de 2008, el gobierno creó un centro oficial (mediawijsheid expertisecentrum = Centro de especialización sobre la alfabetización mediática) por el gobierno holandés, que es más bien una organización en red con diferentes socios que tienen sus propios experiencia sobre los tópicos de la educación en los medios de comunicación. La idea plantada es que la educación sobre los medios de comunicación se volverá una parte del currículo oficial.[cita requerida]
La historia de la educación sobre los medios de comunicación en Rusia se remonta a los años noventa. El primer intento de enseñar la educación de los medios de comunicación (sobre la prensa y los materiales de las películas, con el fuerte énfasis de la ideología comunista), apareció en 1920 pero fue acabado por la represión de Iósif Stalin. Al final de los años cincuenta y al principio de los sesenta, era el periodo del resurgimiento de la educación sobre los medios de comunicación en la educación secundaria, las universidades, los centros escolar de apoyo para niños (Moscú, San Petersburgo, Vorónezh, Samara, Kurgan, Tver, Rostov del Don, Taganrog, Novosibirsk, Ekaterimburgo...), el resurgimiento de la educación sobre los medios de comunicación también gracias a los seminarios y conferencias para los profesores. Durante el periodo en el cual la intensiva reconsideración en la educación sobre los medios de comunicación estaba mejorándose en el hemisferio del oeste, en Rusia la educación sobre los medios todavía estaba desarrollando dentro del concepto estético durante los años setenta y ochenta. Entre los importantes éxitos en esos años, solo uno puede ser memorizado como el primer programa oficial sobre la película y educación de los medios, publicó por el ministro de la Educación y también el trabajo experimental práctico y teórico sobre la educación en los medios por O.Baranov (Tver), S.Penzin (Vorónezh), G.Polichko y U.Rabinovich (Kurgan), Y.Usov (Moscú), Aleksandr Fyodorov (Taganrog), A.Sharikov (Moscú) y otros. La eventos importantes en el desarrollo de la educación sobre los medios en Rusia son el registro de una nueva especialización (desde 2002) para las universidades pedagógicas - “Educación sobre los medios” (N03.13.30), y el lanzamiento de un nuevo periódico académico “Educación sobre los medios” (desde enero de 2005), en parte financiado por ICOS Unesco “Información para todos”. Además, el sitio internet de la asociación rusa para la educación sobre los film y los medios de comunicación (versión inglesa y rusa) fue creado. Tomando en cuenta que Unesco define la educación sobre los medios como un campo prioritario por el desarrollo cultural de la educación durante el siglo veinteno, la alfabetización mediática tiene buenas perspectivas en Rusia.

### Canadá
En Estados Unidos, los comienzos de un enfoque más oficial a la alfabetización mediática como tema educativo suele atribuirse a la creación en 1978 de la Asociación de Medios de Comunicación con sede en Ontario (AML). Anteriormente, la enseñanza sobre los medios de comunicación dependía normalmente de las competencias individuales de cada profesor o profesional. Sin embargo, Canadá fue el primer país de Norteamérica en implantar medios de comunicación en los estudios escolares. Desde entonces, cada provincia ha ordenado la implantación de esta asignatura en sus estudios. Un claro ejemplo podría ser el nuevo currículo de Quebec, que exige medios de comunicación desde el primero hasta el último año de la Educación Secundaria. La implantación de estos estudios en Canadá surgió por dos motivos: el primero fue el interés general por la influencia omnipresente de la cultura americana, y el segundo exponía que el sistema de educación impulsado necesitaba de contextos para nuevos paradigmas escolares. El investigador canadiense en comunicación Marshall McLuhan, emprendió el movimiento para la educación en Norteamérica por los estudios de alfabetización mediática en la década de los 50 y 60. Dos de los líderes canadienses en Alfabetización Mediática y Educación para los Medios de Comunicación son Barry Duncan y John Pungente. Duncan, aunque jubilado como profesor y fallecido después el 6 de junio de 2012, siguió trabajando hasta esos días para los medios de comunicación. Pungente, por su parte, es un sacerdote jesuita que ha ido promocionando la alfabetización mediática desde principios de la década de los 60.
La organización educativa canadiense sin ánimo de lucro sobre los medios de comunicación Media Awareness Network (Mnet) aloja una página web que contiene cientos de planes de estudio gratuitos para ayudar a los profesores a la total integración de los medios de comunicación en las aulas. Esta organización también ha creado juegos educativos con premio final sobre temas relacionados con la educación de los medios de comunicación, muchos de los cuales están disponibles de manera gratuita desde la web. Mnet también ha dirigido una original investigación sobre este tema, de los que destacamos el estudio Young Canadians in a Wired World. Además, esta también aloja el Talk Media Blog, una columna con charlas regulares sobre temas de la educación de los medios de comunicación

### Estados Unidos
La educación para la alfabetización mediática ha supuesto para Estados Unidos un gran interés desde principios del siglo XX, cuando los profesores de los institutos comenzaron a emitir películas por primera vez para desarrollar las habilidades comunicativas y críticas de pensamiento en sus alumnos. Sin embargo, la educación para la alfabetización mediática es distinta por el simple hecho de utilizar la tecnología y los medios en clase, distinción que se ejemplifica con la diferencia entre “enseñanza con medios de comunicación” y “enseñanza sobre los medios de comunicación”. En la década de los 50 y 60, la “gramática del cine” acercó a la educación para la alfabetización mediática desarrollada en Estados Unidos, en la que los educadores empezaron a mostrar películas comerciales para los niños, haciendo que aprendieran esta nueva terminología constituida por palabras como: fade in, fundido a negro, tráiler, panear, zum y cortar. Las películas fueron conectadas entonces a la literatura y a la historia. Para entender la completa naturaleza de un film, los alumnos analizaban el desarrollo del argumento, de los personajes, su estado de ánimo y tono. Más tarde, entre los años 70 y 80 las actitudes frente a los medios de comunicación y la cultura de masas empezaron a cambiar. Por el mundo anglosajón, los educadores empezaron a reconocer la necesidad de “protegerse de nuestro prejuicio al pensar que la publicidad en prensa es el único medio real que tiene cabida para un profesor de inglés.” Una generación entera de educadores empezaron no solo a admitir que las películas y la TV eran nuevas como medio legítimo de expresión y comunicación, sino que también investigaron prácticos métodos para promocionar investigaciones serias y análisis sobre la educación superior, la familia, los colegios y la sociedad. Comúnmente en EE. UU. la alfabetización mediática incluye una especialización en noticias, publicidad, temas de representación y propiedad de los medios de comunicación. Las competencias de alfabetización mediática pueden enseñarse en casa, a través de actividades para debatir y pensar. 
La alfabetización mediática surgió en el marco del curricular de educación inglesa a principio de los años noventa como resultado de un aumento de concienciación sobre el papel fundamental que ejerce la electrónica, lo visual y los medios digitales en el contexto de la cultura contemporánea. Casi todos los 50 estados tienen un lenguaje que respalda la alfabetización mediática en el marco curricular del estado. En el año 2004, Montana desarrollo unos estándares educacionales sobre la alfabetización mediática y alumnos tienen que ser capaces de utilizarlos para los cursos 4, 8 y 12.
Además, un número creciente de distritos escolares han comenzado a desarrollar cursos electivos, programas a nivel escolar y otras oportunidades después de la escuela.
No hay datos nacionales que cubran el alcance de los programas de alfabetización mediática en los Estados Unidos. La evolución de la tecnología de la información y de la comunicación expandió el tema de la alfabetización mediática para incorporar la alfabetización informacional, las colaboraciones, habilidades para resolver problemas, y hacen énfasis en las responsabilidades comunicativas en la comunicación. Diversos escolares debaten sobre los diferentes matices del significado asociado con la conceptualización de la práctica en la alfabetización mediática. Puede que algunos escolares educacionales utilicen el término “alfabetización informacional critica” para hacen énfasis en la exploración del poder y de ideologías en el análisis de la alfabetización mediática. Puede que otros escolares usen un término como “nueva alfabetización informacional” para hacer énfasis en la aplicación de la alfabetización informacional en contenidos generados por los usuarios o “ la alfabetización del siglo XXI” para acentuar el uso de herramientas tecnológicas. 
En 2001, la Coalición de Acción para la Educación en Medios (Action Coalition for Media Education o ACME en inglés) se separó de la principal organización de alfabetización informacional en los medios como resultado de un debate sobre si la industria de los medios debía ayudar al crecimiento de la alfabetización informacional en los Estados Unidos, Renee Hobbs de la universidad de Temple en Filadelfia clasificó esto como uno de los “Siete Grandes Debates” en la alfabetización mediática en un artículo en 1998.
La industria mediática ha prestado ayuda a la alfabetización mediática en los Estados Unidos. “Make Media Matter” es el nombre de uno de los muchos blog (un “foro interactivo”) que el “Independent Film Channel” destaca como una forma de que los individuos evalúen el rol que los medios juegan en la sociedad y en el mundo. El programa de televisión, “The media Project”, ofrece un punto de vista crítico al estado de las noticias mediáticas en la sociedad contemporánea. En los años noventa, el canal Discovery apoyo la implementación del “Assignment: Media Literacy”, una iniciativa educacional que abarca todo el estado para los estudiantes con el sistema educativo K-12 (K-12 es un sistema educativo en el que un alumno cursa desde la guardería hasta la preparatoria) que se desarrolló en colaboración con la Junta Educativa de Maryland.
La alfabetización mediática surge como resultado de grupos de defensores en distritos escolares, estados o territorios que lucharon por su inclusión en el curriculum. 
Debido a la descentralizada naturaleza de los sistemas educacionales en un país con 70 millones de niños que se encuentran ahora mismo matriculados tanto en escuelas públicas como en privadas, no existe ninguna autoridad central haciendo recomendaciones curriculares a nivel nacional y cada uno de los 50 estados tiene numerosos distritos escolares, y cada uno opera con un amplio margen de independencia entre ellos. Sin embargo la mayoría de los estados de los Estados Unidos incluyen la alfabetización mediática en la educación para la salud, haciendo énfasis en el entendimiento de la influencia medioambiental a la hora de tomar decisiones referentes a la salud. La publicidad del tabaco y del alcohol son regularmente usados como blanco de “deconstrucción”, que es uno de los métodos instruccionales de la alfabetización mediática. Esto surgió debido al hincapié que realizó Clinton sobre la alfabetización mediática. La Oficina de Política Nacional de Control de Drogas (ONDCP en inglés) llevó a cabo una serie de conferencias en 1996 y 1997 que sirvieron para aumentar la concienciación de la alfabetización mediática como una práctica prometedora en para salud y en la educación sobre la prevención de abuso de sustancias. Las comunidades médicas y de salud pública ahora reconocen la alfabetización mediática como una influencia medioambiental y cultural en la salud y ve la alfabetización mediática como una estrategia para apoyar el desarrollo de formas de vida saludable.
Están surgiendo becas interdisciplinarias en alfabetización mediática. En 2009, se creó la Revista de Educación sobre Alfabetización Mediática, para apoyar el trabajo de los escolares y profesionales en el campo. Universidades tales como La Universidad estatal Appalachian, la Universidad de Columbia, la Universidad de Ithaca, la Universidad de Nueva York, la Universidad de Texas en Austin, la Universidad de Temple y la Universidad de Maryland ofrecen cursos y colegios veraniegos sobre alfabetización mediática para futuros docentes y estudiantes graduados.